# Mohanad Salem
Al Amim Mohannad Salem Ghazy Al-Enazi (arabul: منهد سالم; Dubaj, 1985. március 1. –) egyesült arab emírségekbeli válogatott labdarúgó, az élvonalbeli El-Ajn hátvédje. Bátyja a korábbi katari labdarúgó, Mohammed Salem Al-Enazi.
A 2010-es AFC-bajnokok ligája sorozatban 3 meccsen játszott.